# Kozłów (gmina w dystrykcie Galicja)
Gmina Kozłów – dawna gmina wiejska funkcjonująca w latach 1941–1944 pod okupacją niemiecką w Polsce. Siedzibą gminy był Kozłów.
Gmina Kozłów została utworzona przez władze hitlerowskie z terenów okupowanych przez ZSRR w latach 1939–1941, stanowiących przed wojną gminę Kozłów I oraz  główną część gminy Kozłów II (obie zniesione) w powiecie tarnopolskim w woj. tarnopolskim.
Gmina weszła w skład powiatu tarnopolskiego (Kreishauptmannschaft Tarnopol), należącego do dystryktu Galicja w Generalnym Gubernatorstwie. W skład gminy wchodziły miejscowości: Dmuchawiec, Kozłów, Pokropiwna i Słobódka.
Po wojnie obszar gminy wszedł w struktury administracyjne ZSRR.